# جيمس هنري غوندي
جيمس هنري غوندي هو شخصية أعمال كندي، ولد في 22 مارس 1880، وتوفي في 10 نوفمبر 1951.